# 2148 Epeios
A 2148 Epeios (ideiglenes jelöléssel 1976 UW) egy kisbolygó a Naprendszerben. Richard Martin West fedezte fel 1976. október 24-én. A Jupiter pályáján keringő Trójai csoport tagja.